# Saint-Priest-la-Roche
Saint-Priest-la-Roche település Franciaországban, Loire megyében. Lakosainak száma 340 fő (2022. január 1.). Saint-Priest-la-Roche Saint-Cyr-de-Favières, Vendranges, Cordelle, Neulise, Saint-Jodard és Vézelin-sur-Loire községekkel határos.

## Népesség
A település népessége az elmúlt években az alábbi módon változott:
| Lakosok száma | 300  | 285  | 285  | 285  | 338  | 345  | 350  | 341  | 337  | 340  |
|               | 1968 | 1982 | 1990 | 2006 | 2013 | 2015 | 2017 | 2019 | 2020 | 2022 |